# Adrien Manglard
Adrien Manglard (ur. 12 marca 1695 w Lyonie, zm. 31 lipca 1760 w Rzymie) – francuski marynista, pejzażysta.

## Biografia
Adrien Manglard urodził się w Lyonie, Królestwo Francji, 10 marca 1695 (lub 1685), jako pierworodny Edmond (zwany Aimé) Manglard i Catherine Rose du Perrier (lub Dupérier). Przyjął chrzest w kościele Saint-Vincent 12 marca tego samego roku . Jego ojciec również był malarzem i urodził się w Paryżu. Jego matka była córką księgarza. Oboje jego rodzice nie mieli ojca. Pobrali się 21 maja 1683 roku w bazylice Saint-Martin d’Ainay.
Oprócz Adriena mieli jeszcze dwoje dzieci. Rodzina poniosła ekonomiczne konsekwencje głodu spowodowanego ekstremalnie zimną pogodą małej epoki lodowcowej, która doprowadziła do siedmiu chorych lat w Szkocji i niezwykle zimnego Le Grand Hiver we Francji, a późniejszy głód spowodował śmierć 600 000 osób pod koniec 1710 roku we Francji. W 1707 r. Dwaj bracia Manglarda, Pierre i Daniel, zostali pozostawieni w Hôpital de la Charité, sierocińcu w Lyonie, gdzie zostali przyjęci jako délaissés (opuszczeni).
Po studiach pod kierunkiem Adriaena van der Cabel w Lyonie Manglard przeniósł się stamtąd do Awinionu lub Marsylii, gdzie studiował pod kierunkiem malarza kartuzów Josepha Gabriela Imberta (1666–1749) . W 1715 Manglard przeniósł się do Rzymu, po prostu jako turysta. Nie znajdował się pod opieką Akademii Francuskiej, która w 1736 r. Miała go przyjąć jako pełnoprawnego członka. W 1722 r. Prawdopodobnie cieszył się już pewną sławą w Rzymie. Manglard zaczął cieszyć się patronatem wybitnych komisarzy co najmniej od połowy lat dwudziestych XVIII wieku. W latach dwudziestych XVIII wieku rozpoczął pracę w Corte Sabauda, do którego w 1726 roku wysłał dwa obrazy. Talent Manglarda jako malarza morskiego był tak duży, że jego kariera szybko się rozwinęła: do prestiżowych klientów należeli Wiktor Amadeusz II, który kupił od niego dwa pasujące utwory w 1726 r., Oraz Filip I Parmeński. Sam Filip zamówił w Manglard ponad 140 obrazów do dekoracji swoich pałaców. Manglard cieszył się również patronatem najważniejszych rodzin rzymskich, w tym Colonna, Orsini, Rondani, Rospigliosi i Chigi. Dla Chigi wykonał freski na piano Nobile w Palazzo Chigi, obecnie oficjalnej rezydencji premiera Włoch. W Rzymie Manglard studiował pod kierunkiem Bernardino Fergioniego, zanim szybko zyskał sławę jako malarz pejzażystów. Manglard skupił się na tym, co stanie się jego dziedziną specjalizacji w Rzymie, czyli widokach morskich. Studiował statki, Turków, a nawet wielbłądy. Manglard często przedstawiał porty w swoich pejzażach. Postacie takie jak Turcy i wielbłądy odzwierciedlały egzotykę wielkich włoskich portów.
Manglard był szkolony przez holenderskiego pejzażystę Złotego Wieku (Cabel), który sam podróżował do Włoch. Tam na jego styl wpłynęła miejscowa szkoła bolońska. W ten sposób Manglard najpierw zetknął się z holenderskim stylem malarstwa pejzażowego Złotego Wieku, z pewnymi włoskimi wpływami Cabel, a następnie sam przeniósł się do Włoch w wieku dwudziestu kilku lat i był tam pod wpływem wybitnych malarzy rzymskich tamtego okresu, w tym artystów z kręgu rzeźbiarza Pierre’a Legrosa, takich jak Sebastiano Conca i Gaspar van Wittel. Obrazy marynistyczne Manglarda łączą „wyidealizowane, klasyczne krajobrazy Claude Lorrain z ostrym realizmem modeli północnych”

### Galeria

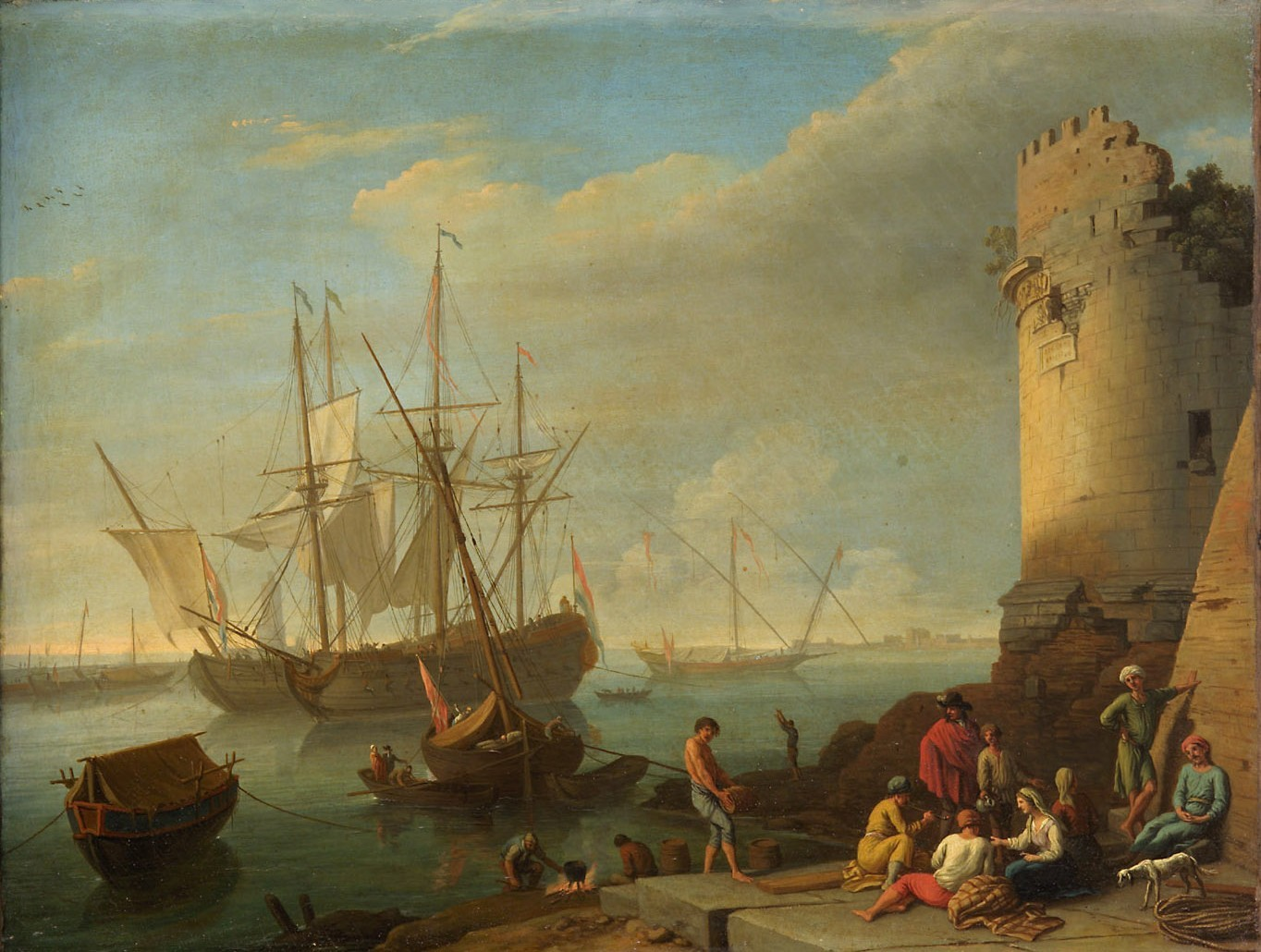
Seehafen, Kunsthistorisches Museum, Wiedeń
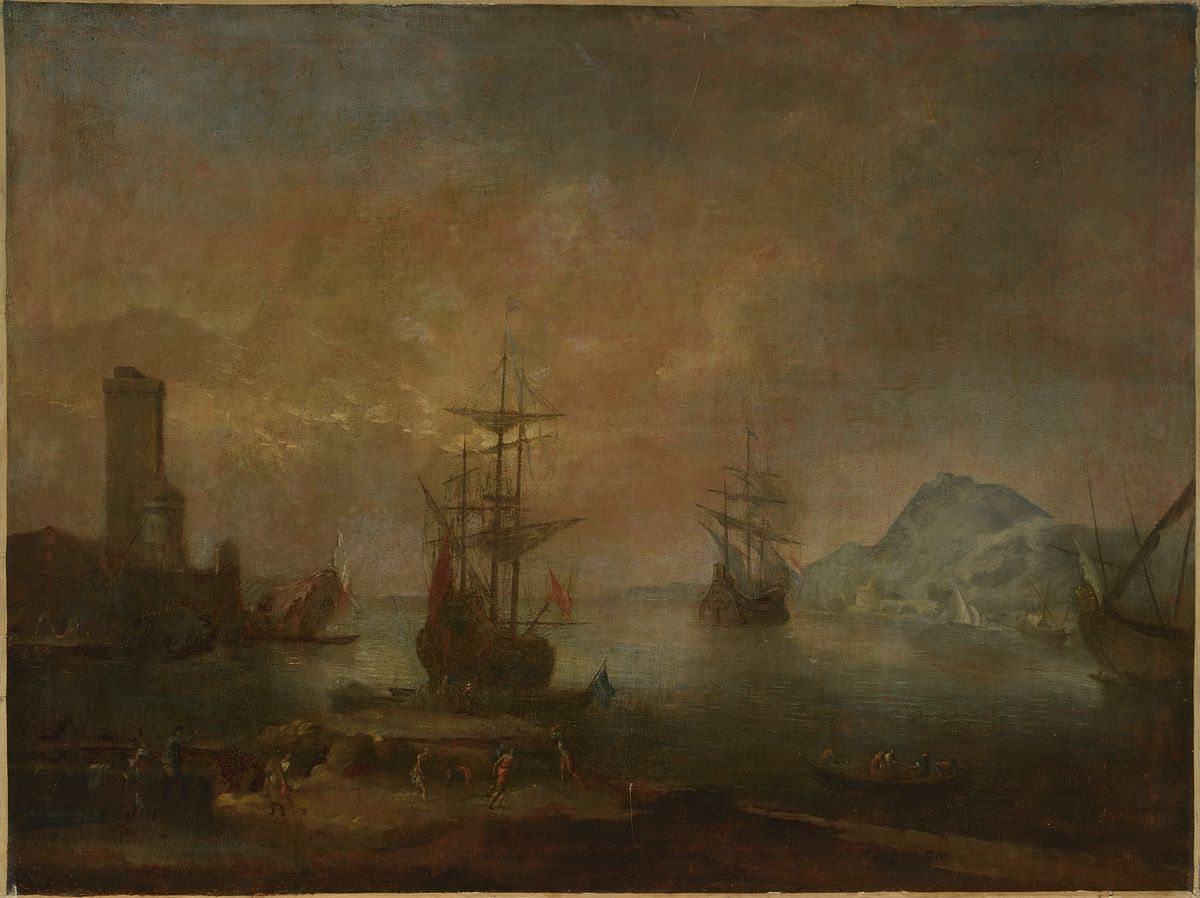
Marine, Musée des Beaux-Arts, Lyon
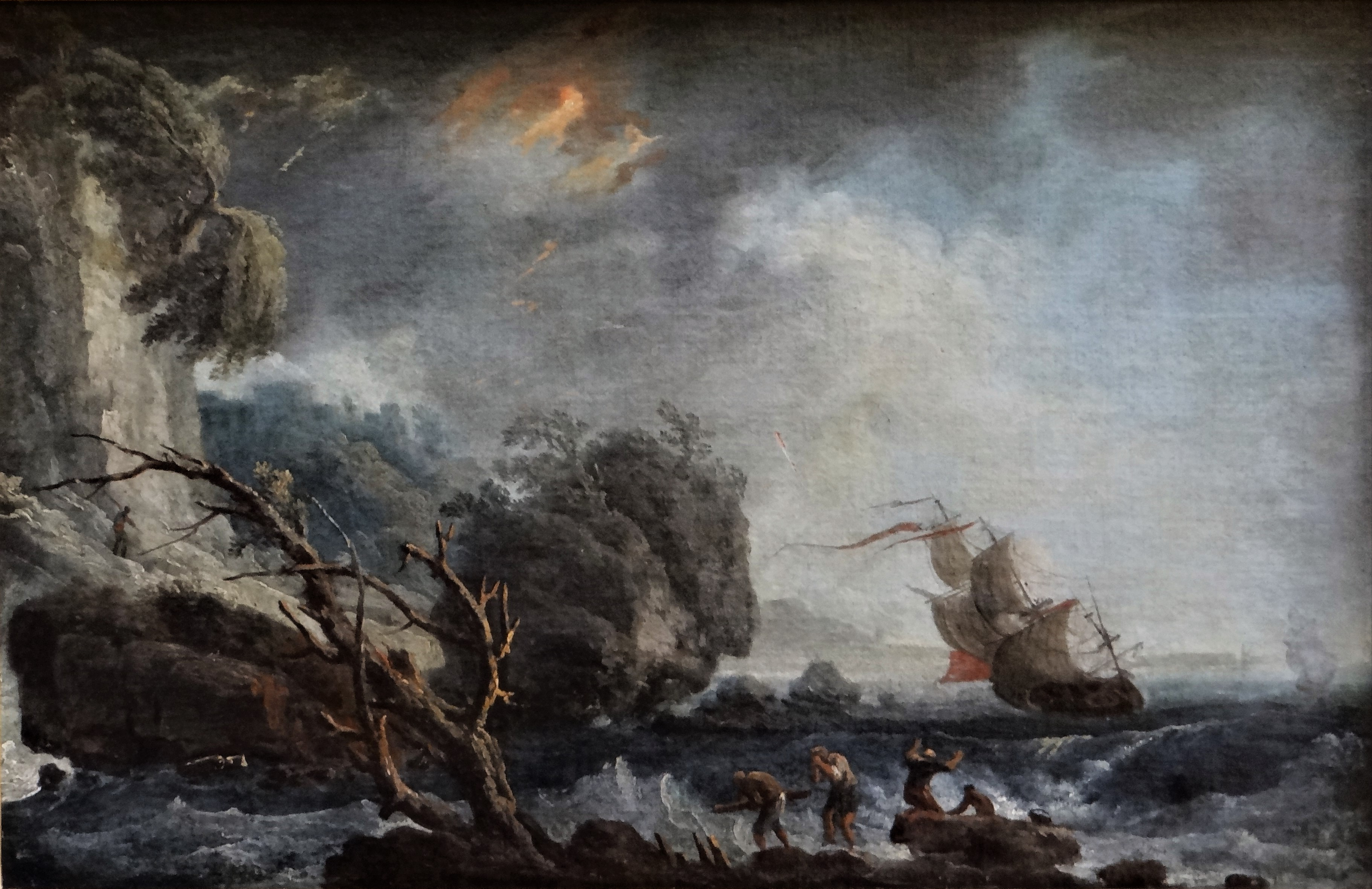
The End of the Storm, Musée d’Art et d’Archéologie du Périgord(inne języki), Périgueux
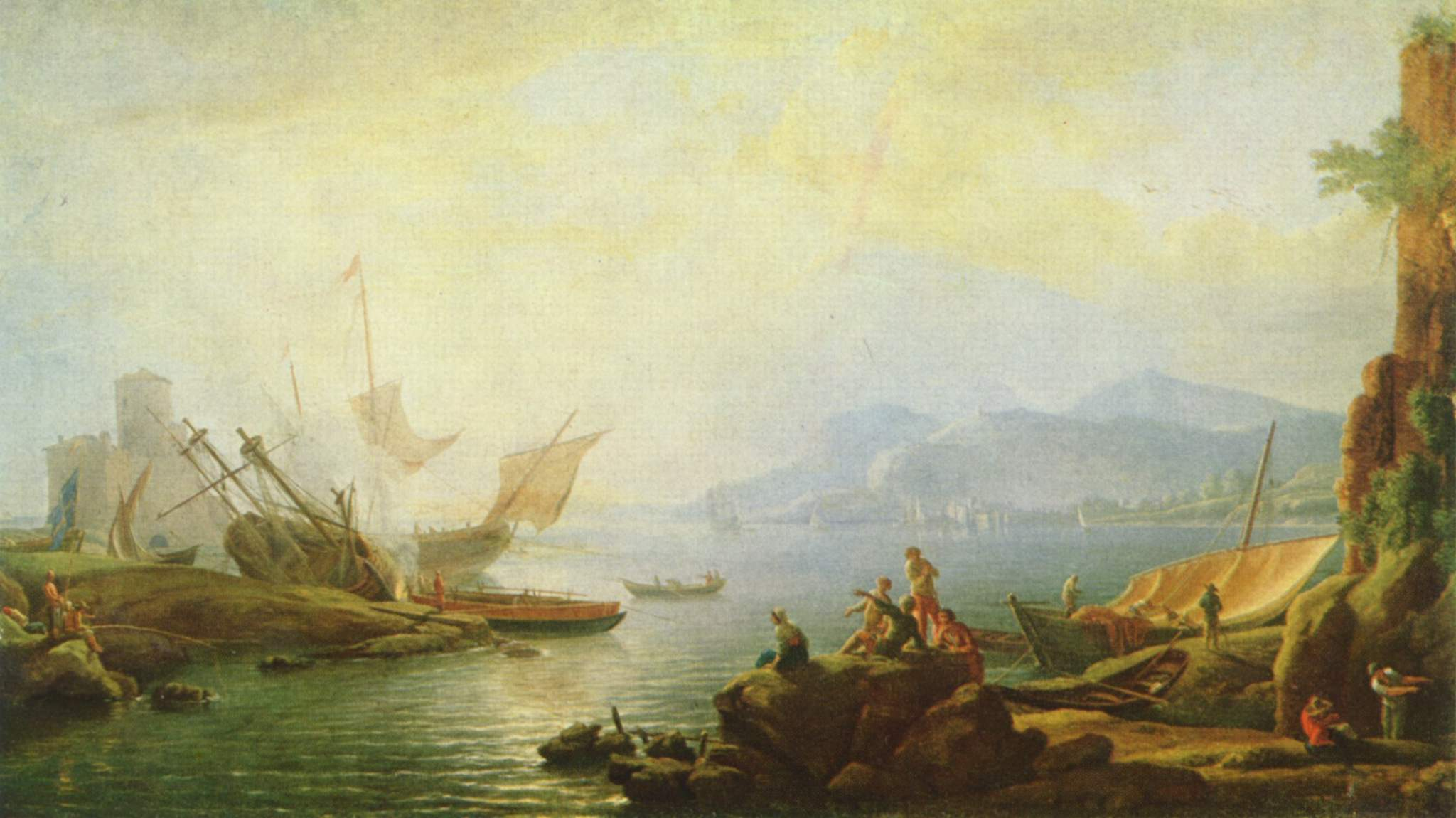
Flußmündung mit Hafen, Muzeum Sztuk Pięknych, Budapeszt
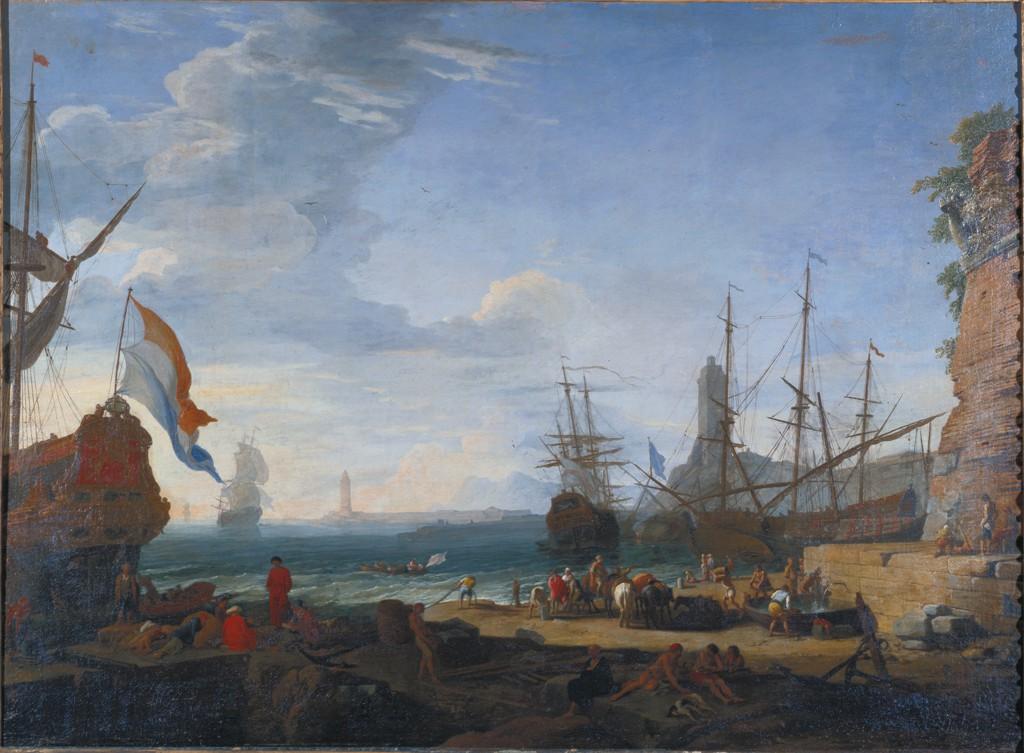
Seaport Scene, The Fogg Museum, Cambridge (Massachusetts)
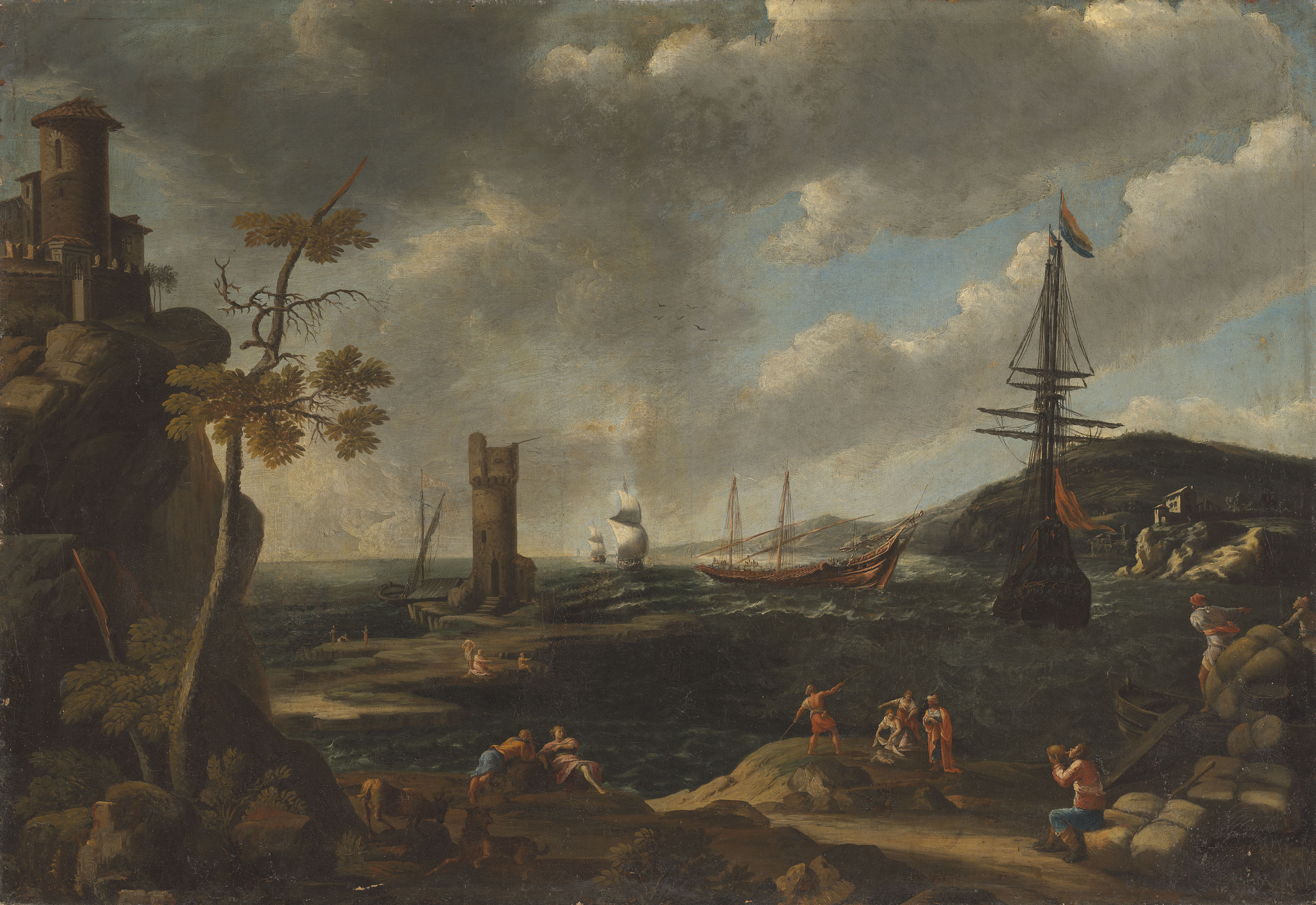
A Coastal Landscape with Fishermen, Prywatna kolekcja
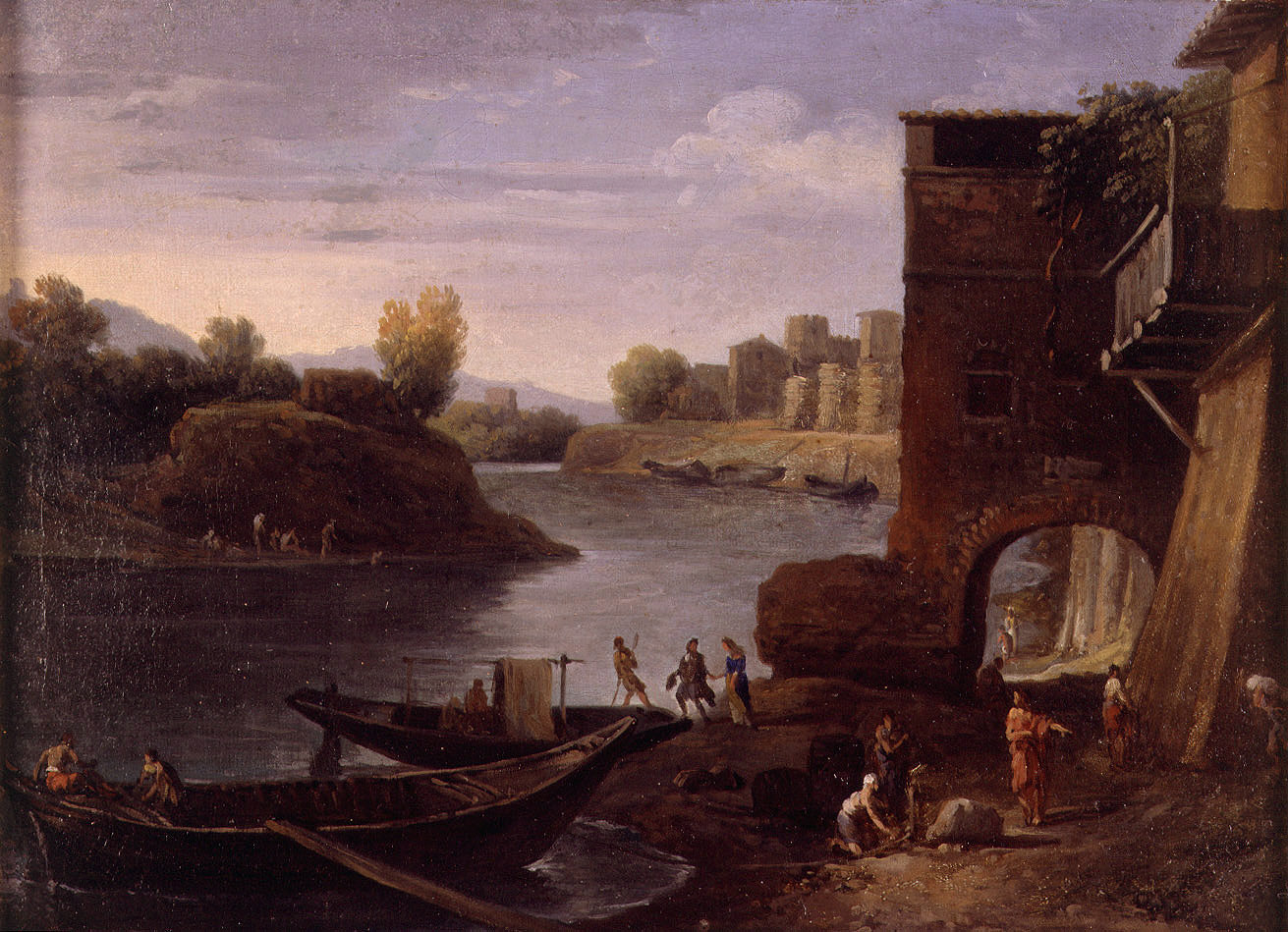
Embarcadero, Krąg Adriena Manglarda, Muzeum Sztuk Pięknych, Walencja
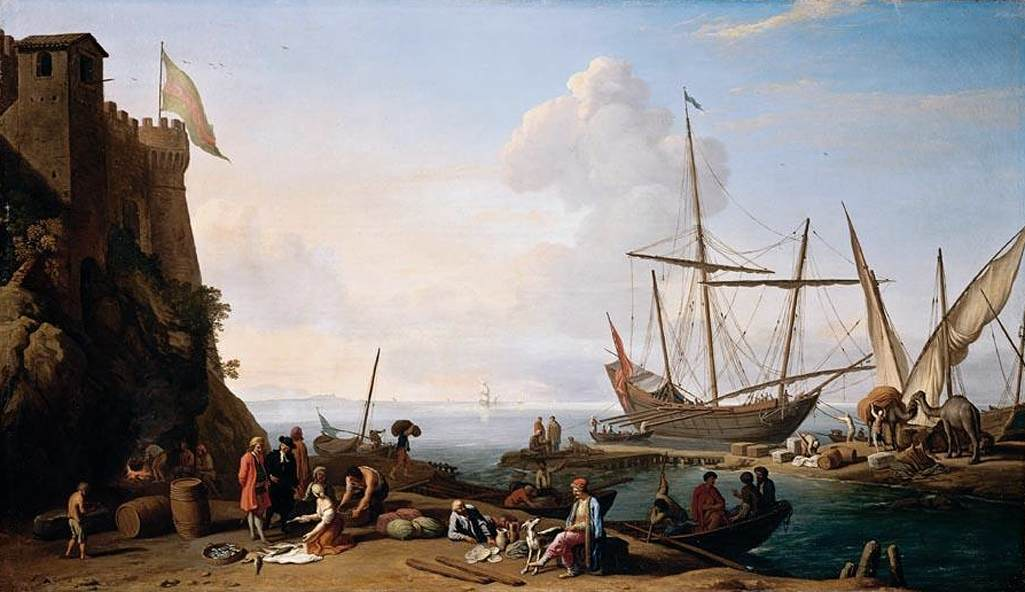
Mediterranean Harbour Scene, Prywatna kolekcja